# Hadži-Kurtova džamija u Mostaru
Hadži-Kurtova džamija (poznata i kao Tabačica), islamska je bogomolja u Mostaru. Nalazi se u sastavu medžlisa Islamske zajednice Mostar, u okvirima Mostarskog muftiluka. 

## Povijest
Džamija je sagrađena na prijelazu iz 16. u 17. stoljeće po želji Hadži-Kurta, predstavnika jedne od najstarijih mostarskih obitelji. Nalazi se na desnoj obali Neretve, stotinjak metara od Starog Mosta, pored Tabhane, kvarta u kojem se štavila, obrađivala i prodavala koža.
Ova džamija dobila je ime po njenim korisnicima tabacima tj. kožarima. Uz Tabačicu džamiju nalazi se niz malih dućana pa je zbog svog položaja jedna od najposjećenijih džamija u Mostaru.

## Vanjske poveznice
- Tabačica